# Sciomesa janthina
Sciomesa janthina är en fjärilsart som beskrevs av Pierre E.L. Viette 1960. Sciomesa janthina ingår i släktet Sciomesa och familjen nattflyn. Inga underarter finns listade.